# Pisko
 Ovo je glavno značenje pojma Pisko. Za druga značenja pogledajte Piškiba.
Pisko (Pisko-hlama, Pisko-pum, =Sagebrush People) jedna od bandi Yakima Indijanaca s ušća Toppenish Creeka u bazenu Yakime na jugu Washingtona. Ovo se područje nalazi u blizini današnjih vinograda Sagelands Vineyard, poznatih po proizvodnji merlota i cabernet sauvignona. Mooney ovu grupu smatra identičnu s Pishquitpahima Lewisa i Clarka, s Muscleshell Rapidsa sjeverno od Columbije, a koji su zimovali na Yakimi.